# Bahnstrecke Gammelstad–Karlsvikshyttan
| Streckenlänge: | 5,5 km                             |                              |                              |
| Spurweite: | 1435 mm (Normalspur)               |                              |                              |
| Stromsystem: | 1922–1931 (1939): 15 kV 162/3 Hz ~ |                              |                              |
| |                                    |                              |                              |
| \| \| \| Erzbahn (Schweden) von Boden \| \| \| \| 0,0 \| Gammelstad \| Gammelstad \| \| \| \| nach Luleå C \| \| \| \| 2,0 \| Storheden \| Storheden \| \| \| \| \| \| \| \| 4,0 \| Karlshäll \| Karlshäll \| \| \| 5,5 \| Karlsvikshyttan \| Karlsvikshyttan \| |                                    |                              |                              |
| Strecke |                                    | Erzbahn (Schweden) von Boden | Erzbahn (Schweden) von Boden |
| Bahnhof | 0,0                                | Gammelstad                   | Gammelstad                   |
| Abzweig geradeaus und nach links |                                    | nach Luleå C                 | nach Luleå C                 |
| Dienststation / Betriebs- oder Güterbahnhof | 2,0                                | Storheden                    | Storheden                    |
| Abzweig geradeaus und nach links · Strecke von rechts |                                    |                              |                              |
| Strecke · Betriebs-/Güterbahnhof Streckenende | 4,0                                | Karlshäll                    | Karlshäll                    |
| Kopfbahnhof Streckenende | 5,5                                | Karlsvikshyttan              | Karlsvikshyttan              |

Die Bahnstrecke Gammelstad–Karlsvikshyttan ist eine 5,5 Kilometer lange normalspurige Bahnstrecke in Schweden. Auf der Strecke verkehren neben Güterzügen Museumszüge.

## Gammelstad–Karlsvikshyttans Järnvägsaktiebolag
Die Konzession für die Güterzugstrecke wurde am 10. August 1904 beantragt. Die Strecke wurde errichtet, um Eisenerz und Holzkohle in die neue Eisenhütte in Karlsvik bei Notviken zu transportieren. Am 13. Oktober 1904  begannen die Bauarbeiten. Die Konzession wurde erst am 10. März 1905 erteilt. Vom 1. Januar 1906 bis zum 25. Oktober 1906 gehörte die im Bau befindliche Strecke der Luleå järnverksaktiebolag (also der Gesellschaft, die die Eisenhütte betrieb). Ab dem 26. Oktober 1906 wurde die Strecke der neu gegründeten Gammelstad–Karlsvikshyttans Järnvägsaktiebolag (GJK) übertragen. Der Sitz der Aktiengesellschaft war in Luleå.
Das Aktienkapital betrug 100.000 Kronen, die Baukosten bis zum 31. Dezember 1906 300.000 Kronen. Die Eröffnung der Strecke erfolgte am 16. Juli 1906. Da die GJK keine eigenen Fahrzeuge beschaffte, übernahmen die SJ die Transportleistungen auf der Strecke im Zusammenhang mit dem Betrieb auf der Erzbahn Kiruna–Luleå.

## Geschichte
1922 wurde die Strecke bis Storheden elektrifiziert, 1923 die Fahrleitung über dem Reststück bis Karlsvikshyttan erbaut. Während einer Wirtschaftskrise wurde der Betrieb der Eisenhütte jedoch am 7. April 1925 eingestellt. Die Hütte wurde Ende der 1920er-Jahre abgerissen, so dass nur noch einige Holzbetriebe von der Bahn bedient wurden. Diese Betriebe wie die Bahnstrecke wurden nun von der Svenska Cellulosa AB (SCA) betrieben. Allerdings war die Strecke nun unrentabel und wurde 1931 eingestellt. Die Oberleitung wurde 1939 abgebaut.
Eine neue Blütezeit hatte die Strecke während des Zweiten Weltkrieges. 1940 wurde der Streckenabschnitt nach Karlshäll errichtet, ab 1941 wurde dieser bis zum August 1943 mit Zügen für die deutsche Wehrmacht befahren. Es wurden deutschen Truppen und Nachschub in Richtung Narvik befördert. Die Strecke entlang der schwedischen Ostseeküste in den Norden Norwegens war sicherer für die deutsche Armee als der Wasserweg über den Nordatlantik.
Nach dem Krieg wurde die Bahn für den Transport von Kriegsgefangenen benutzt. Die Holztransporte wurden wieder aufgenommen und eine erneute Elektrifizierung der Strecke wurde diskutiert. Diese wurde nicht ausgeführt, die Pflege der Strecke unterblieb und am 20. September 1954 fuhr der letzte Zug. Dann erfolgte am 1. Juni 1956 die Stilllegung, die Strecke wurde 1957 abgebaut.
Während der 1960er Jahre plante die Stadt Luleå ein neues Industriegebiet in Storheden. Hierzu wurde die Gammelstad–Karlsvikshyttans Järnvägsaktiebolag (GJK) 1962 an die Stadt übertragen und die Bahnstrecke bis Karlshäll wieder aufgebaut. 1967 erfolgte die Inbetriebnahme als kommunales Industriestammgleis. Da ein Teil der angesiedelten Firmen die Bahn wenig später nicht mehr als Transportmittel verwendeten, ergaben sich erneut Probleme mit der Rentabilität.

## Museumsbahn
In den 1980er Jahren wurde beschlossen, in Karlsvik ein Eisenbahnmuseum zu errichten. 1984/85 wurde die 1,5 km lange Strecke bis Karlsvikshyttan wieder aufgebaut. Nach einem ersten Test am 26. Oktober 1985 verkehren seit dem 14. Juni 1986 auf der Strecke Museumszüge, die von dem Verein Malmbanans vänner (MBV) betrieben werden. Das Norrbottens Järnvägsmuseum ist eines der größten Eisenbahnmuseen in Schweden.